# Tyco il terribile
Tyco il terribile (Life Is Ruff) è un film per la televisione del 2005 con la star di Raven e Cory alla Casa Bianca Kyle Massey, Kay Panabaker e Mitchel Musso.

## Trama
Protagonista del film è Calvin Wheeler, un tredicenne che diventa più responsabile grazie all'aiuto di Tyco, un adorabile e ingombrante randagio, Raymond Figg che è diventato migliore amico di Calvin dopo che lui gli ha salvato la vita da un attacco d'asma, ed Emily Watson, collaboratrice del rifugio per animali.
Calvin adotta Tyco, alle spalle dei genitori, per comprare un numero introvabile del suo fumetto preferito: Gotham Man, ma ad ostacolarlo c'è Preston Price, campione per due anni consecutivi alla gara canina della città di Calvin.
Alla fine Calvin deciderà di donare i soldi vinti con la gara canina al rifugio per animali che viene chiamato Gotham Man.

## Colonna sonora
Kyle Massey canta la canzone durante i titoli di coda.